# バルトロメオ・モンタルバーノ
バルトロメオ・モンタルバーノ（Bartolomeo Montalbano, 1598年 - 1651年3月18日以前）は、イタリアの作曲家。

## 生涯
ボローニャ出身。1619年にフランシスコ会の修道士となった。その後ローマに滞在した後、1629年からパレルモで宮廷楽長を務めた。1633年にボローニャのフランチェスコ聖堂に戻り、1642年からその死まで楽長を務めた。

## 作品
作品はシンフォニアやモテットなどが残存している。器楽曲ではヴァイオリン演奏技術を革新したビアージョ・マリーニやジョヴァンニ・バッティスタ・フォンタナの影響がみられ、宗教曲ではジョヴァンニ・ガブリエーリやクラウディオ・モンテヴェルディの簡素なスタイルの影響を受けている。

## 文献
- Daniele Ficola, Giuseppe Collisani: Bartolomeo Montalbano. In: Studi musicali. 16, 1987, ISSN 0303-4631, S. 133–156.
- Daniele Ficola, Giuseppe Collisani: Vorwort. In: Daniele Ficola, Giuseppe Collisani (Hrsg.): Bartolomeo Montalbano. Sinfonie, Mottetti e Messa 1629. Olschki, Flozrenz 1994, ISBN 88-222-4180-0. (Musiche rinascimentali siciliane (MRS) 14).